# Calculatrice (Windows)
Pour les articles homonymes, voir Calculatrice (homonymie).
Calculatrice est une application de calculatrice intégrée à Windows.
Devenu logiciel libre (licence MIT) en 2019, elle a pour objectif secondaire de servir de démonstration pour les changements d'apparence (design) ou montrer les bonnes pratiques pour développer des applications suivant la politique ergonomique de Microsoft (par exemple : fluent design de Windows NT 10.0).

## Description
L'affichage par défaut comprend un pavé numérique et des boutons pour l'addition, la soustraction, la multiplication et la division, ainsi que des touches mémoire, pourcentage, inverse, carré et racine carrée.
Outre ce mode "Standard", la calculatrice Windows 10 offre des modes Scientifique, Programmeur, Calcul de dates et Convertisseur d'unités.